# Cascade (Montana)
Cascade – miasto w Stanach Zjednoczonych, w stanie Montana, w hrabstwie Cascade.